# Церовець (Севниця)
Церовець (словен. Cerovec) — поселення в общині Севниця, Споднєпосавський регіон, Словенія. Висота над рівнем моря: 441,2 м.